# 十亀剣
十亀 剣（とがめ けん、1987年11月7日 - ）は、愛知県豊田市出身の元プロ野球選手（投手）。右投右打。

## 経歴

### プロ入り前
小学校4年生の時に愛知県豊田市の「豊田虎」で野球を始め、中学生時代は「豊田リトルシニア」でプレーし、3年生の時に全国大会出場を経験した。
愛知県名古屋市の愛工大名電高校に入学。1年生の時に監督の指示で投球フォームを今までのオーバースローからサイドスローに変更した。チームが優勝した3年生時の第77回選抜大会では、準決勝の対神戸国際大附高校戦に2番手で登板し、4回を投げ1失点だった。第87回全国選手権・1回戦の対清峰高校戦では7回に2番手で登板し、同点の延長13回に決勝点となる2点を奪われ、チームは敗退。愛工大名電高校時代は、2学年上に堂上剛裕、1学年上に丸山貴史、同級生に柴田亮輔、1学年下に堂上直倫、2学年下に柴田章吾がいた。
日本大学に進学。1年生の春から東都リーグ戦に登板。1部での大学通算成績は21試合50回1/3を投げ0勝1敗、防御率3.58で、2部通算では30試合に登板し7勝7敗だった。1年先輩には社会人でも同僚となる縞田拓弥がいた。
大学卒業後はJR東日本に入社。1年目、第81回都市対抗野球大会1回戦で救援登板し、1回を投げ無失点だった。2年目の2011年、10月に行われた第39回IBAFワールドカップの日本代表に選出され、2試合での先発登板を含む3試合に登板した。
2011年10月22日から行われた第82回都市対抗野球大会では3試合に先発登板、計14回1/3を投げ奪三振13、自責点3だった。決勝の対NTT東日本戦では、同じドラフトで同じ西武から2位指名を受けた小石博孝と投げ合い、自身は2回1/3を投げ降板したが、チームは勝利し初優勝した。この大会では大会優秀選手に選ばれた。
2011年10月27日に行われた2011年度ドラフト会議にて埼玉西武ライオンズから1位指名を受け、契約金1億円プラス出来高5000万円、年俸1500万円（金額は推定）で契約した。背番号は21。

### 西武時代
2012年は春季キャンプをA班でスタート。2月23日に初の対外試合となった広島東洋カープとの練習試合に先発登板し、3回を完全に抑えると、その後も好投を続け、開幕2戦目で先発するプランがあったが、オープン戦後半から調子を落とし、開幕を二軍で迎えた。5月23日に初めて出場選手登録をされ、同30日の広島戦の7回にプロ初登板を果たし、1回1/3を投げ無失点だった。6月6日の中日ドラゴンズ戦では2点リードの6回に登板、2回を投げ無失点でプロ初ホールドを記録すると、同24日のオリックス・バファローズ戦ではプロ初勝利を挙げた。7月19日に行われたフレッシュオールスターゲームではイースタン・リーグ選抜の7番手として8回に救援登板し、1回2失点だった。後半戦は救援勝利が記録されることが多く、プロ初先発となった10月3日の東北楽天ゴールデンイーグルス戦では7回途中2失点の好投でプロ初の先発勝利。開幕から6連勝となり、「新人が開幕から無傷の6連勝」は1993年の杉山賢人以来19年ぶり、史上10人目の記録であった。ルーキーイヤーは一軍で41試合（1先発）に登板し、6勝0敗9ホールド・防御率2.72という成績であった。
2013年は開幕ローテーション入りを果たし、開幕3戦目の北海道日本ハムファイターズ戦に先発し、9回途中2失点の好投でシーズン初登板初勝利。前年から続く無敗での連勝を7とし、「日本人投手でプロ初登板から無敗の7連勝」は愛敬尚史（2001-2006年）以来の記録であり、「パ・リーグの投手でプロ初登板から無敗の7連勝」は史上5人目であった。続く4月7日のオリックス戦、パ・リーグ記録のデビューから無傷の8連勝を懸けて先発したが、4回途中8失点でプロ初黒星を喫した。同22日の日本ハム戦では9回5安打1四球10奪三振無失点、139球の熱投でプロ初の完封勝利を挙げた。5月14日の東京ヤクルトスワローズ戦では3回表にプロ初打席に立った（結果は見逃し三振）。この試合では4回3失点と早期に降板し、チーム事情もあって、その後はブルペン待機となり2試合にリリーフ登板。5月26日の中日戦で先発復帰を果たすとシーズン終了まで先発ローテーションを守り、規定投球回に到達。この年は打線の援護に恵まれないことが多く、8勝8敗と勝ち星こそ伸び悩んだものの、28試合（26先発）の登板で防御率3.45、チームトップの6完投を記録し、無四球試合数2はリーグ最多であった。オフに2100万円増となる推定年俸4400万円で契約を更改した。
2014年、開幕前に新監督の伊原春樹からクローザーに指名され、4月2日の対ロッテ戦でプロ初セーブを記録した。しかし、救援失敗が目立つようになり、5月4日の千葉ロッテマリーンズ戦でロングリリーフを務めると以降は先発に配置転換された。シーズン初先発となった5月10日の福岡ソフトバンクホークス戦で7回2失点と好投すると、その後も好投を続けたが、6月下旬から調子を落とし、7月9日に登録抹消。以降は股関節痛のため実戦登板が無く、この年は21試合（8先発）の登板で4勝5敗2ホールド3セーブ・防御率3.66という成績にとどまり、オフに700万円減となる推定年俸3700万円で契約を更改した。
2015年は開幕ローテーション入りし、開幕5戦目の楽天戦に先発予定であったものの、雨天中止により登板が飛ばされた。4月7日の日本ハム戦で復帰登板を果たしたが、5回4失点で敗戦投手となった。同21日の日本ハム戦でシーズン初勝利を挙げると自身4連勝を記録するなど、故障で離脱した岸孝之の穴を埋める活躍を見せ、監督選抜によりオールスターゲームに初出場。第2戦に3番手として救援登板し、2回を投げ6失点（自責点5）だった。夏場は精彩を欠く登板が続いたが、8月21日のロッテ戦で1か月半ぶりの白星を挙げると、9月21日のオリックス戦で初の2桁勝利を達成。この年は2回途中で降板した試合の翌日や総力戦となったシーズン最終盤ではリリーフ登板もあったが、開幕から先発ローテーションを守り抜き、チームで唯一規定投球回に到達。26試合（24先発）の登板で11勝7敗・防御率3.55を記録した。オフの11月に行われた第1回WBSCプレミア12の日本代表第1次候補選手に選出されたが、最終ロースターの28人には選ばれなかった。契約更改では2300万円増となる推定年俸6000万円でサインをした。
2016年も開幕ローテーション入りを果たしたが、4戦連続で5回持たずに降板するなど不振が続き、5月5日のオリックス戦で5回途中6失点を喫すると同12日に登録抹消。中継ぎとして6月24日に一軍へ再昇格し、7月23日のソフトバンク戦からは先発に復帰したものの、不振から抜け出すことはできず、8月21日に再び登録抹消。以降の一軍登板は9月1日のソフトバンク戦のみであり、この年は21試合（13先発）の登板で4勝6敗1ホールド・防御率6.31という成績に終わった。オフに1000万円減となる推定年俸5000万円で契約を更改した。
2017年は開幕ローテーション争いに敗れ、二軍で開幕を迎えた。4月27日のオリックス戦でシーズン初登板初先発となり、4試合目の先発登板となった5月18日のロッテ戦で8回無失点、135球の力投でシーズン初勝利。これを機に調子を上げ、開幕ローテーションに入ったウルフ・多和田・髙橋光が相次いで戦列を離れ、チームが先発ローテーションに苦悩する中、自身4連勝を記録。特に6月は4試合に先発して3勝0敗・防御率3.09という成績で同月の月間MVPを受賞した。腰の張りで8月9日に登録抹消となったが、同29日の楽天戦で一軍復帰し、エースの菊池雄星、2桁勝利を記録した野上亮磨に並ぶ先発の柱として、チームのレギュラーシーズン2位確定が懸かった試合やCSファーストステージ第2戦で先発を務めた。この年は20試合の先発登板で8勝7敗・防御率3.40を記録し、オフに1000万円増となる推定年俸6000万円で契約を更改した。
2018年は本拠地開幕戦となる4月3日のソフトバンク戦の先発を任され、7回2失点の好投で勝利投手となった。その後は3戦3敗を喫するも、5月3日のオリックス戦では7回無失点の好投で自身の連敗を止め、打線の援護に恵まれない中でも好投を続け、5月終了時点では9先発で防御率2.68を記録していた。しかし、6月以降の11先発のうち、2失点以内に抑えた試合は7月3日のソフトバンク戦のみと調子を落とし、シーズン終盤ではリリーフに回った。この年は22試合（20先発）の登板で5勝8敗・防御率4.42を記録し、オフに900万円減となる推定年俸5100万円で契約を更改した。
2019年は開幕一軍入りを逃し、4月23日に中継ぎとして出場選手登録。1試合のリリーフ登板を経て、同29日のオリックス戦でシーズン初先発した後、再びリリーフに回ったが、5月12日の日本ハム戦で先発登板して以降は先発に専念。自身3連勝を記録するも、その後4連敗。7月16日のロッテ戦で通算50勝を達成し、自身の連敗を止めたが、7失点を喫した試合が2度あったなど再び調子を落とした後、レギュラーシーズン最後の2登板では7回以上を投げ無失点とこの年は好不調の波が激しく、19試合（17先発）の登板で5勝6敗・防御率4.50という成績であった。ポストシーズンでは、ソフトバンクとのCSファイナルステージ第3戦に先発したが、4回5失点で敗戦投手になった。10月30日、シーズン中に取得していた国内FA権を行使した上で西武に残留を表明し、12月5日の契約更改交渉にて年俸変動制の3年契約を締結。2020年は1900万円増となる推定年俸7000万円でサインをした。
2020年は6月の開幕を二軍で迎え、二軍では先発として調整を続けるも、中継ぎとして9月1日に一軍へ昇格。同9日のオリックス戦でシーズン初登板となり、3回1/3を1失点と好投し、勝利投手となった。9月22日の日本ハム戦でも4回途中で降板した先発の髙橋光成の後を受け、3回無失点と好投したが、その2日後にも先発の伊藤翔が4回途中で降板し、中1日でロングリリーフを任される。1回1/3で6安打6失点と打ち込まれ、翌9月25日に登録抹消となった。10月に先発として一軍復帰するも、3度目の先発となった10月31日のソフトバンク戦では5回11安打8失点と打ち込まれ、その後の一軍登板は無くシーズンを終えた。この年は8試合（3先発）の登板で1勝2敗・防御率7.50という成績にとどまった。
2021年は開幕ローテーション入りを目指すも実戦で結果を残せず開幕二軍スタートとなった。二軍でも長いイニングでの調整を進めていたが、4月9日に中継ぎとして一軍へ昇格。同日のロッテ戦の7回裏に登板、1回を無失点に抑えると直後に打線が逆転し、シーズン初登板初勝利を挙げた。その後も安定した投球を続け、抑えの増田達至が不調に陥ると勝ちパターンの候補に挙げられたが、勝ちパターンとしての登板では不安定な投球が続いた。その後はビハインドや点差の開いたリード時での登板が中心となったものの、この年は一度も登録抹消されることなくシーズンのほとんどを中継ぎとして一軍で過ごし、40試合の登板で1勝1敗8ホールド・防御率3.38を記録した。
2022年は、全て中継ぎで13試合に登板。防御率こそ2点台だったものの、15回1/3イニングで11失点（自責点4）と防御率の数字以上に精彩を欠く成績となった。9月30日に引退を表明した。

### 現役引退後
2022年10月29日、2023年からは球団スカウトを務めることが発表された。同年のスカウト会議では当時國學院大學4年生で硬式野球部のエースだった武内夏暉の獲得を強く進言、ドラフト会議では3球団競合の末に武内の交渉権を獲得、担当スカウトとして入団交渉に携わった。

## 選手としての特徴
投球フォームはサイドスロー。直球の最速は151km/hで、変化球はスライダー、カーブ、シンカー、シュートを投げる。
元ソフトバンク、巨人の松田宣浩を苦手としており、松田との通算被打率は2018年シーズン終了時点で.619、被本塁打は9本。特に2018年は開幕からソフトバンク戦3試合連続で本塁打を打たれるなど14打数7安打5本塁打の不成績を残している。
フィールディング、特に送球を苦手としており、守備機会の少ない投手でありながらプロ入りから8年連続で失策を記録。しかし、2020年はプロ9年目にして初めて無失策でシーズンを終えた。

## 詳細情報

### 年度別投手成績
| 年 度      | 球 団      | 登 板 | 先 発 | 完 投 | 完 封 | 無 四 球 | 勝 利 | 敗 戦 | セ 丨 ブ | ホ 丨 ル ド | 勝 率 | 打 者 | 投 球 回 | 被 安 打 | 被 本 塁 打 | 与 四 球 | 敬 遠 | 与 死 球 | 奪 三 振 | 暴 投 | ボ 丨 ク | 失 点 | 自 責 点 | 防 御 率 | W H I P |
| ---------- | ---------- | ----- | ----- | ----- | ----- | -------- | ----- | ----- | -------- | ----------- | ----- | ----- | -------- | -------- | ----------- | -------- | ----- | -------- | -------- | ----- | -------- | ----- | -------- | -------- | ------- |
| 2012       | 西武       | 41    | 1     | 0     | 0     | 0        | 6     | 0     | 0        | 9           | 1.000 | 223   | 53.0     | 50       | 4           | 17       | 2     | 3        | 41       | 1     | 0        | 16    | 16       | 2.72     | 1.26    |
| 2013       | 西武       | 28    | 26    | 6     | 2     | 2        | 8     | 8     | 0        | 1           | .500  | 688   | 164.1    | 158      | 12          | 44       | 1     | 9        | 122      | 3     | 1        | 68    | 63       | 3.45     | 1.23    |
| 2014       | 西武       | 21    | 8     | 1     | 1     | 0        | 4     | 5     | 3        | 2           | .444  | 255   | 59.0     | 59       | 6           | 24       | 1     | 2        | 41       | 1     | 0        | 27    | 24       | 3.66     | 1.41    |
| 2015       | 西武       | 26    | 24    | 1     | 0     | 0        | 11    | 7     | 0        | 0           | .611  | 644   | 152.0    | 145      | 19          | 53       | 0     | 8        | 107      | 1     | 0        | 62    | 60       | 3.55     | 1.30    |
| 2016       | 西武       | 21    | 13    | 0     | 0     | 0        | 4     | 6     | 0        | 1           | .400  | 335   | 71.1     | 85       | 3           | 31       | 0     | 9        | 41       | 2     | 0        | 55    | 50       | 6.31     | 1.63    |
| 2017       | 西武       | 20    | 20    | 0     | 0     | 0        | 8     | 7     | 0        | 0           | .533  | 500   | 116.1    | 125      | 10          | 35       | 0     | 3        | 83       | 0     | 0        | 50    | 44       | 3.40     | 1.38    |
| 2018       | 西武       | 22    | 20    | 0     | 0     | 0        | 5     | 8     | 0        | 0           | .385  | 535   | 124.1    | 114      | 16          | 56       | 0     | 6        | 82       | 2     | 0        | 65    | 61       | 4.42     | 1.37    |
| 2019       | 西武       | 19    | 17    | 0     | 0     | 0        | 5     | 6     | 0        | 0           | .455  | 444   | 102.0    | 106      | 12          | 31       | 0     | 4        | 57       | 1     | 2        | 56    | 51       | 4.50     | 1.34    |
| 2020       | 西武       | 8     | 3     | 0     | 0     | 0        | 1     | 2     | 0        | 0           | .333  | 117   | 24.0     | 30       | 5           | 13       | 0     | 3        | 13       | 4     | 0        | 21    | 20       | 7.50     | 1.79    |
| 2021       | 西武       | 40    | 0     | 0     | 0     | 0        | 1     | 1     | 0        | 8           | .500  | 176   | 40.0     | 41       | 1           | 19       | 0     | 2        | 26       | 0     | 0        | 18    | 15       | 3.38     | 1.50    |
| 2022       | 西武       | 13    | 0     | 0     | 0     | 0        | 0     | 0     | 0        | 0           | ----  | 70    | 15.1     | 15       | 2           | 8        | 1     | 1        | 15       | 1     | 0        | 11    | 4        | 2.35     | 1.50    |
| 通算：11年 | 通算：11年 | 259   | 132   | 8     | 3     | 2        | 53    | 50    | 3        | 21          | .515  | 3987  | 921.2    | 928      | 90          | 331      | 5     | 50       | 628      | 16    | 3        | 449   | 408      | 3.98     | 1.37    |

- 各年度の太字はリーグ最多

### 年度別守備成績
| 年 度 | 球 団 | 投手  | 投手  | 投手  | 投手  | 投手  | 投手     |
| 年 度 | 球 団 | 試 合 | 刺 殺 | 補 殺 | 失 策 | 併 殺 | 守 備 率 |
| ----- | ----- | ----- | ----- | ----- | ----- | ----- | -------- |
| 2012  | 西武  | 41    | 0     | 8     | 1     | 1     | .889     |
| 2013  | 西武  | 28    | 8     | 22    | 2     | 0     | .938     |
| 2014  | 西武  | 21    | 2     | 11    | 1     | 2     | .929     |
| 2015  | 西武  | 26    | 4     | 21    | 1     | 1     | .962     |
| 2016  | 西武  | 21    | 10    | 4     | 4     | 0     | .778     |
| 2017  | 西武  | 20    | 5     | 16    | 2     | 1     | .913     |
| 2018  | 西武  | 22    | 11    | 10    | 1     | 2     | .955     |
| 2019  | 西武  | 19    | 6     | 8     | 1     | 2     | .933     |
| 2020  | 西武  | 8     | 3     | 3     | 0     | 0     | 1.000    |
| 2021  | 西武  | 40    | 1     | 7     | 0     | 0     | 1.000    |
| 2022  | 西武  | 13    | 0     | 2     | 3     | 0     | .400     |
| 通算  | 通算  | 259   | 50    | 112   | 16    | 9     | .910     |

### 表彰
- 月間MVP：1回（投手部門：2017年6月）

### 記録
初記録
投手記録
- 初登板：2012年5月30日、対広島東洋カープ1回戦（MAZDA Zoom-Zoom スタジアム広島）、7回裏に4番手で救援登板、1回1/3無失点
- 初奪三振：同上、7回裏に前田智徳から空振り三振[159]
- 初ホールド：2012年6月6日、対中日ドラゴンズ4回戦（西武ドーム）、6回表に2番手で救援登板、2回無失点
- 初勝利：2012年6月24日、対オリックス・バファローズ7回戦（西武ドーム）、7回表に2番手で救援登板、2回無失点
- 初先発登板・初先発勝利：2012年10月3日、対東北楽天ゴールデンイーグルス23回戦（日本製紙クリネックススタジアム宮城）、6回0/3を2失点
- 初完投・初完投勝利・初完封勝利：2013年4月21日、対北海道日本ハムファイターズ6回戦（札幌ドーム）、5安打10奪三振1四球
- 初セーブ：2014年4月2日、対千葉ロッテマリーンズ2回戦（QVCマリンフィールド）、9回裏に2番手で救援登板、完了、1回無失点

打撃記録
- 初打席：2013年5月14日、対東京ヤクルトスワローズ1回戦（明治神宮野球場）、3回表に村中恭兵から見逃し三振

その他の記録
- オールスターゲーム出場：1回（2015年）

### 背番号
- 21（2012年 - 2022年）

### 登場曲
- 「Strangers 6 Theme」布袋寅泰（2012年）
- 「春一番」若旦那（2012年）
- 「ROCK U feat. 安室奈美恵」ravex（2013年）
- 「Fire」2NE1（2013年）
- 「Yeah 3x」クリス・ブラウン（2015年 - 2018年）
- 「We are」ONE OK ROCK（2019年）[160]